# Orelhão
O Orelhão triplo ou tulipa em 
São Paulo
Orelhão, oficialmente Telefone de Uso Público (TUP) é o nome dado para protetores de telefones públicos, projetado pela arquiteta e designer sino-brasileira, Chu Ming Silveira. Lançado em 4 de abril de 1972, inicialmente nas cidades do Rio de Janeiro e São Paulo. Hoje, encontram-se orelhões instalados por todo o Brasil, em países da América Latina, como Peru, Colômbia e Paraguai, em países africanos como Angola e Moçambique, na China e em outras partes do mundo.

## O desafio
Data dos longínquos anos 1920, a instalação dos primeiros telefones de acesso público, no Brasil. A população do país atingia, então, a marca dos 30 635 605 habitantes. Dotados de uma caixa coletora de moedas, adaptada a um aparelho comum, esses telefones semipúblicos eram encontrados em estabelecimentos comerciais que firmavam contrato com a Companhia Telefônica Brasileira, empresa de capital canadense que, à época, era responsável pela telefonia nos estados de São Paulo, Rio de Janeiro e Minas Gerais.
Os telefones realmente públicos só chegaram às calçadas brasileiras em meados de 1971, quando mais de 93 milhões de pessoas já habitavam o vasto território nacional e nem se sonhava em carregar um telefone no bolso ou bolsa. A telefonia móvel era algo apenas do imaginário e o telefone celular só seria lançado em 1973, acessível a bem poucos.
Dos quase 100 milhões de habitantes do Brasil, 52 milhões viviam em áreas urbanas, segundo dados do IBGE. O resultado disso é que, em muitos locais, ouvir e ser ouvido a partir de um telefone público, instalado no meio da rua, representava um verdadeiro desafio. Como solução para o problema, a CTB desenvolveu cabines circulares de fibra de vidro e acrílico e, para testar a novidade, instalou 13 delas na cidade de São Paulo. O resultado não agradou à companhia que detectou utilização inadequada do equipamento, alto índice de vandalismo e concluiu ainda, que a espaçosa cabine, além de abafada, acabava por disputar com os transeuntes, o exíguo espaço das calçadas.
Para fazer frente a esse decepcionante diagnóstico, a arquiteta Chu Ming Silveira passou a trabalhar no projeto que resultaria num dos grandes ícones do design brasileiro: o orelhão. O desafio não era pequeno, como se pode concluir a partir do detalhado memorial descritivo elaborado por Chu Ming, que à época chefiava a seção de projetos do Departamento de Engenharia da Companhia Telefônica Brasileira. Design e acústica adequados às condições climáticas brasileiras estavam na base do problema e a solução proposta por Chu Ming atenderia, com grande sucesso, a toda a série de necessidades elencadas por ela:
1. proteção ao telefone;
2. proteção ao usuário;
3. baixo custo de fabricação e manutenção;
4. baixo custo e simplicidade de instalação;
5. durabilidade e resistência às intempéries, uso e danificação provocada;
6. modularidade para atender pontos de diferentes concentrações;
7. boa acústica;
8. boa estética;
9. atraente ao público;
10. simplicidade operacional;
11. possibilidade de uso ininterrupto;
12. projetar uma boa imagem de serviço ao público;
13. instituição de mais um elemento na paisagem urbana;
14. satisfazer ergonomicamente à moda estatística do homem urbano brasileiro.[4]

## A solução

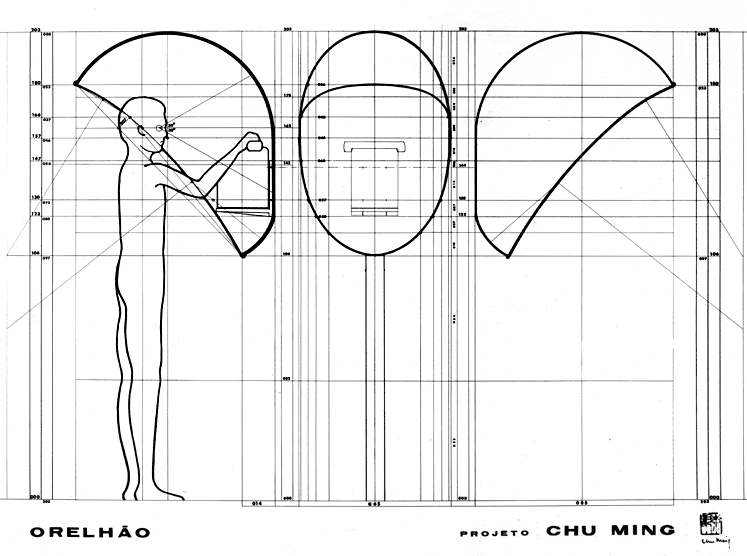
Projeto original do Orelhão

Para chegar a uma espécie de cabine feita em fibra de vidro, forte, levíssima, resistente ao sol, à chuva e ao fogo e, segundo jornais da época, “barata”, Chu Ming Silveira partiu da forma do ovo, segundo ela “a melhor forma acústica”. A curvatura da cúpula oferecia uma proteção acústica de 40 a 90 decibéis, desde que o usuário ficasse sob ela. A maior parte do ruído que atingia o protetor era refletida para fora, enquanto o restante convergia para o centro do raio de curvatura, localizado bem abaixo do ouvido do usuário médio, de forma a minimizar a interferência na comunicação.
Lançada em 1972, a nova cabine, que seria rapidamente incorporada às paisagens brasileiras, embora tecnicamente chamada pela CTB de Chu II e mais tarde  imortalizada como Orelhão,  ganhou uma série de apelidos curiosos, além desse. “Tulipa” e “Capacete de astronauta” eram alguns deles. A imprensa adotou “Tulipa”, que fazia referência ao formato do conjunto de 2 ou 3 aparelhos presos ao solo por um tubo de ferro por onde corriam os fios, semelhante à flor. Portando  as cores da CTB, o laranja e o azul, as “Tulipas” eram dotadas de aparelhos telefônicos vermelhos produzidos na cidade japonesa de Osaka, e popularmente chamados  de “vermelhinhos” ou “tamurinhas”. Para ambientes fechados, como estabelecimentos comerciais e repartições públicas, Chu Ming desenvolveu o Chu I ou “Orelhinha”, antes ainda do orelhão, de dimensões menores, feito em acrílico laranja. Podia ser instalado diretamente numa parede ou adaptado a diferentes suportes, a uma altura definida a partir do que seria a média dos homens brasileiros. Os primeiros foram instalados a título de teste, em meados de 71, no saguão do edifício sede da CBT, na Rua Sete de Abril, região central de São Paulo.
No dia 20 de janeiro, dia de seu padroeiro, São Sebastião, a cidade do Rio de Janeiro recebeu os primeiros Orelhões da Companhia Telefônica Brasileira. O jornal O Diário de São Paulo em reportagem sobre o aniversário da capital paulista, em 25 de janeiro, aproveitou para anunciar a chegada dos novos telefones às ruas da cidade:
"...E nesse dia, São Paulo ganha um presente da Cia. Telefônica Brasileira: 170 cabines de telefone de um novo modelo, batizado como “Tulipa” pela sua criadora, a arquiteta chinesa Chu Ming."
Mantendo o tom comemorativo, o texto destacou  a qualidade do design  das ditas Tulipas, “em que a técnica se alia à beleza ambiental”.
Segundo a CTB, havia então em São Paulo cerca de 4 000 telefones públicos, enquanto o número ideal para atender à demanda seria de 22 500! O sucesso do orelhão podia ser constatado não só pela simpatia com que a população o recebera, mas também pelo aumento de ligações a partir de telefones públicos. Em março de 1972, a CTB avaliava que a instalação dos novos equipamentos impulsionara um acréscimo de 12% na média diária dessas chamadas.

## O sucesso

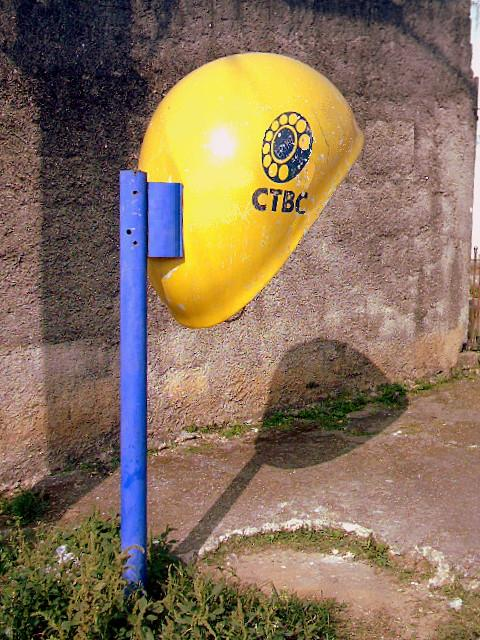
Modelo de orelhão da extinta CTBC.

E a invenção de Chu Ming ganhava admiradores, acabando por cruzar o Atlântico já em 1973. Em visita ao Rio de Janeiro, o Secretário das Comunicações de Moçambique demonstrara interesse pelo equipamento e o resultado disso foi que 3 orelhões da CTB “emigraram” para o continente africano. E não parou por aí. Hoje o Orelhão e adaptações do projeto da arquiteta brasileira são encontrados em países da América Latina, como Peru, Colômbia, Paraguai, em outros países da África, como Angola, e até mesmo na China, lugar das raízes de sua idealizadora.
No mesmo ano da primeira operação de exportação dos protetores telefônicos brasileiros, a empresa Telecomunicações de São Paulo (TELESP) do sistema Telebras, substituiu a CTB na operação da telefonia no estado de São Paulo. E em 1975, chegaram às ruas os orelhões azuis, para chamadas interurbanas.
Em seu “ALMANAQUE ANOS 70, Lembranças e Curiosidades de uma Década Muito Louca”, a jornalista e escritora Ana Maria Bahiana coloca entre as maravilhas da modernidade de então, a chegada do Metrô, da Calculadora Portátil e do Computador ao Brasil, a Loteria Esportiva e o Orelhão.
As demandas consideradas por Chu Ming Silveira no processo de concepção do Orelhão pareciam plenamente atendidas, segundo análise comparativa de pesquisas de mercado realizadas para a Telesp, nos anos de 1977 e 1978: o serviço de telefones públicos fora considerado ótimo por 18,8%, em 1977 e, no ano seguinte, por 20,4%. Bom para 36,4% em 77 e para 37,7%, em 78. Os orelhões, segundo a pesquisa, eram usados por 82% da população. 40% usavam-no pelo menos uma vez por semana. Quanto à “modernidade”, em 78, 73% concordavam absolutamente. 70% concordavam que os Orelhões eram “muito apresentáveis” e 66%, que estavam “bem localizados”.
Mas, apesar da expressiva demonstração de reconhecimento pela utilidade e qualidade do serviço, atos de vandalismo contra os Orelhões eram frequentes e numerosos. O enorme prejuízo causado à Telesp motivou a contratação do publicitário José Zaragoza, da agência Dpz, para criar, em 1980, um filme que viria a tornar-se um ícone da publicidade brasileira. Utilizando elementos da crônica policial, o filme “A Morte do Orelhão” causou forte impacto, ao mostrar um orelhão incapacitado de prestar serviço, vítima de violência. Também como parte desse esforço de resistência aos ataques dos vândalos, em abril do mesmo ano, a Telesp investiu em um novo formato de cabine em concreto e vidro temperado incolor. Testado inicialmente nas cidades de São Paulo, Santos, Guarujá, São Vicente e Campinas, e depois instalado por todo o estado, o novo protetor não teve boa aceitação.
Em 1982, a Telesp inaugurou o primeiro Orelhão comunitário na favela da Vila Prudente, telefone público que recebia chamadas. A população criava vínculos cada vez mais fortes com o amigo Orelhão, que viabilizava a comunicação a partir dos lugares mais distantes e até pouco prováveis. Um anúncio publicitário impresso, em 1984, trazia imagens de Orelhões em diferentes cenários geográficos do Brasil: na praia, nas montanhas, na zona tipicamente rural, à margem de uma estrada. E o texto ressaltava, da seguinte maneira, o caráter companheiro do Orelhão:
"A Telesp põe sempre uma orelhinha amiga perto de você. No litoral, nas estâncias, nas estradas, nas marginais de São Paulo, nas ruas, praças e avenidas, você sempre encontra uma orelhinha amiga para escutar você: os orelhões da Telesp."
Mas para poder desfrutar do serviço era prudente ter sempre no bolso algumas fichas telefônicas. Fichas essas que seriam substituídas pelos cartões telefônicos, em 1992.

## As novas cores, os novos tempos

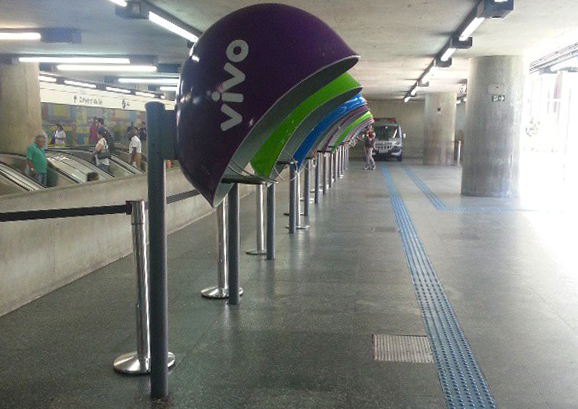
Orelhões com o novo padrão de cores da Vivo na Estação Sé, em 2013

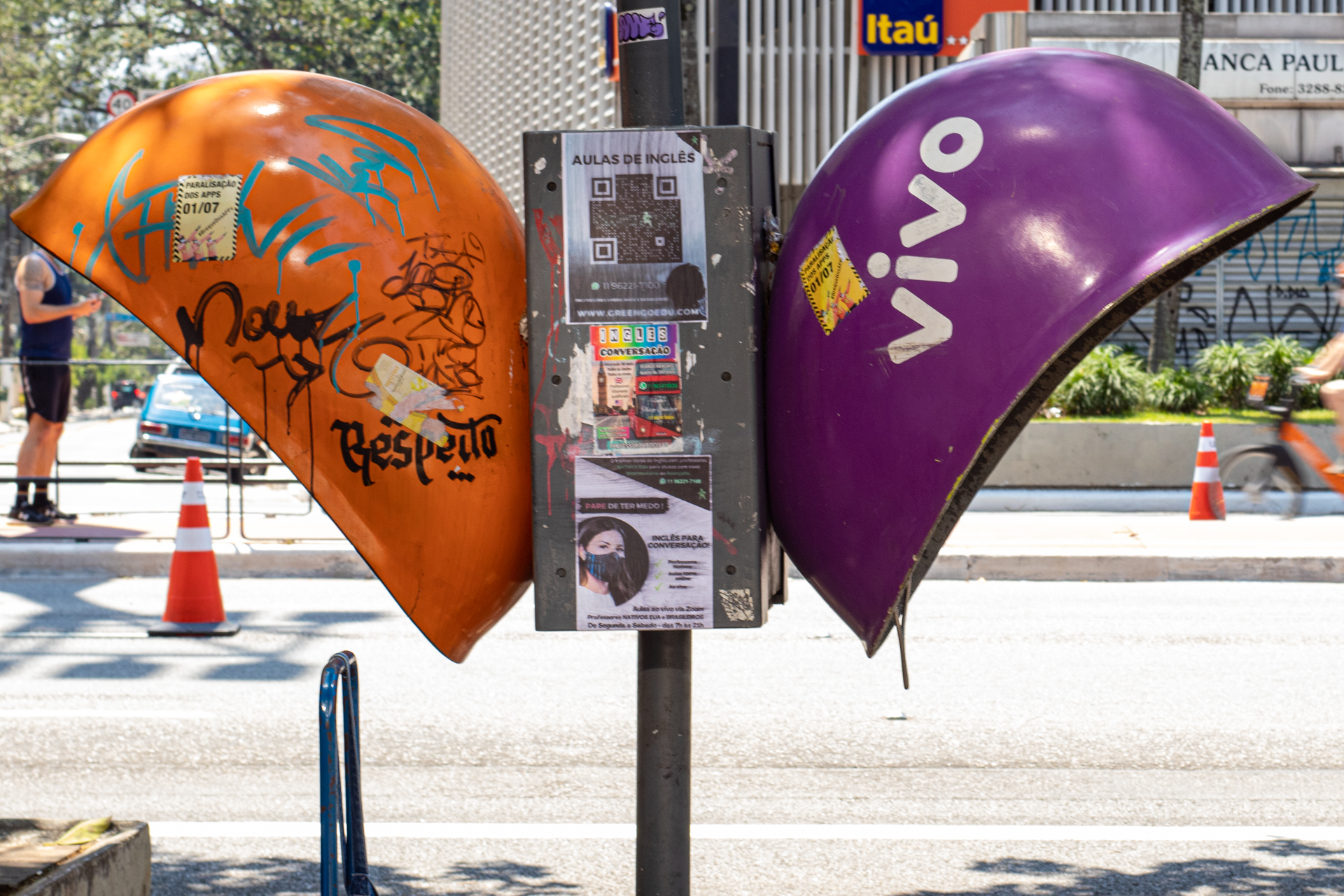
Orelhões da Vivo, com uma Samll Cell ao centro, pichados em atos de vandalismo

No dia 26 de novembro de 1998, alguns Orelhões amanheceram de roupa nova, verde-limão, marcando a aquisição da Telesp pela espanhola Telefónica, como parte do processo de privatização que atingiu outras 11 empresas resultantes da divisão da Telebrás.
Novos totens em fibra de vidro foram lançados pela empresa, em 1999, mas o Orelhão continuou pelas ruas, fazendo parte do cotidiano do Brasil. Atualmente, no estado de São Paulo, existem 210 mil deles, segundo a Telefônica. Mas, a tendência é que esse número diminua, em função da resolução da Anatel (Agência Nacional de Telecomunicações) que reduziu a exigência mínima de aparelhos, de 6 para 4 a cada mil habitantes, nas cidades de todo o Brasil. Também o avanço da telefonia celular vem contribuindo para a perda de espaço dos telefones públicos. Em dezembro de 2011, havia cerca 143 aparelhos celulares para cada 100 habitantes no estado de São Paulo.
No início de 2012, eram 247,6 milhões de celulares em todo o Brasil. Ao mesmo tempo, levantamento feito pela Telefônica detectou que a venda de cartões telefônicos caiu 45% no estado de São Paulo, comparados números do primeiro semestre de 2011 com o mesmo período do ano anterior. A empresa decidiu desativar os orelhões duplos e triplos, as “Tulipas” dos anos 1970, mas deve conservar aparelhos de forma a garantir que o usuário não tenha que percorrer mais de 300 metros para ter acesso a um desses companheiros de tão longa data.
A partir de 2013, a Telefônica começou a adicionar uma nova utilidade aos orelhões em São Paulo através dos equipamentos Small Cell. Desenvolvidos pela empresa, uma Small Cell é uma caixa ligada por fibra óptica que contém uma pequena antena 3G ou 4G de telefonia móvel. Estes equipamentos fornecem cobertura de sinal num raio de até 100 metros e estão presentes em locais onde se concentram grandes tráfegos de celular.
Já no século XXI, ainda que perca espaço como ferramenta de comunicação telefônica, o orelhão, absolutamente incorporado ao mobiliário urbano, chega a seus 40 anos tendo garantida sua condição de ícone do design mundial, símbolo do Brasil.
No site da Anatel, é possível localizar orelhões em todas as cidades do território brasileiro. O sistema, conhecido como "Fique Ligado", possibilita ver a localização do orelhão através de um mapa interativo. Também é possível saber o número do aparelho, data de instalação e se o aparelho está operacional ou em manutenção.

## Nova Lei Geral das Telecomunicações
Muita coisa mudou na tecnologia e nos hábitos dos brasileiros desde a privatização da Telebrás e da promulgação da Lei Geral das Telecomunicações, em 1997. O hábito dos brasileiros utilizarem a telefonia fixa tem perdido espaço para a internet e a utilização de smartphones. No entanto, a legislação brasileira ainda não havia passado por uma atualização que contemplasse essas mudanças de tecnologia e de hábitos o que, na visão das operadoras de telefonia no Brasil, era um empecilho para investirem na expansão da rede 4G e da Banda Larga no país. Uma das reclamações residiam na quantidade mínima obrigatória de Orelhões a serem instalados e na manutenção destes aparelhos.
Em 4 de outubro de 2019, foi sancionada a Lei nº 13.879, de 3 de outubro de 2019. A nova lei altera a antiga de Lei nº 9.472, de 16 de julho de 1997. Entre diversas mudanças abordadas pela nova lei, foi retirada das operadoras de telefonia a obrigação de seguir metas para universalizar a telefonia fixa, como a instalação e manutenção de orelhões. Em contrapartida, as empresas precisam cumprir alguns requisitos, como garantir a prestação de serviço em áreas sem concorrência.